# Szeged-Csongrádi Takarékpénztár

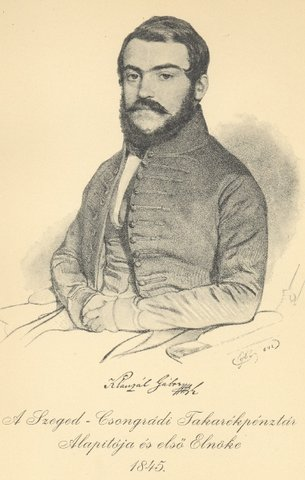
Klauzál Gábor a Szeged-Csongrádi Takarékpénztár alapítója és első elnöke 1845

Szeged-Csongrádi Takarékpénztár. A takarékpénztárak intézményének gondolatát hazánkban Fáy András honosította meg a Pesti Hazai Első Takarékpénztár felállításával. Ennek példájára, az alapítási időt tekintve, a Szeged-Csongrádi Takarékpénztár tizedikként jött létre. Első elnöke Klauzál Gábor volt, akit Wőber György, majd Zsótér Andor követett. Igazgatója Szivessy József volt és 1876-tól Vass Károly.

## Előzmények
Az ezernyolcszáznegyvenes években felvetődő számos terv közül (állandó híd, kövezet, rakodópart, vasút, színház, gőzhajójárat) a takarékpénztár alapítása a vezető polgárok közreműködésével valósult meg Szegeden. A Szeged-Csongrádi Takarékpénztárat a nagymérvű uzsora megszüntetésére, a takarékosság, a tőkegyűjtés és a vállalkozások kölcsönökkel való megindítására alapították. A Klauzál Gábor kezdeményezésére 1845-ben létrejött intézményben 50 forinttal befizetendő 500 részvény alapján Hódmezővásárhelyen, Szentesen, és Csongrádon fiókok létesültek. Az intézmény hozzájárult a magas uzsorakamat (15-30%) letöréséhez.

## Története
1845-ben alapították a Szeged-Csongrádi Takarékpénztárt Klauzál Gábor táblabírónak és Csongrád megye országgyűlési követnek, Szeged szabad királyi város választott polgárának, később az első felelős minisztérium (kormány) közmunka- és közlekedésügyi miniszterének kezdeményezésére. Az alapítás idején a takarékpénztár az ország társintézetei között a 10. helyen állt. Alapításának célja ugyanaz volt, mint azon időkben a többi takarékpénztáré, betétek gyűjtése és kamatoztatása által a takarékossági hajlamot előmozdítani és tőkegyűjtést szorgalmazni, másrészt jutányos kölcsönök által a hitelt érdemlő gazdák szükségleteit kielégíteni és az akkor nagymértékben pusztító uzsorakamatot visszaszorítani és korlátozni.

### Alapító tagok
Klauzál Gábor, Détsy Adolf, Fadgyas Pál, Felmayer Antal, Kárász Benjamin, Kohen Károly, Krebsz Mihály vaskereskedő, Ráth Jakab, Zseravitz János Zsótér János

### Tisztségviselők
1845. július 27-én a tisztválasztó közgyűlés az intézet irányítását a következő személyek végzik: Elnök Klauzál Gábor, jegyző Dáni Ferenc ügyvéd, Babarczy József, választmányi tagok: Felmayer Antal, Fadgyas Pál, Kárász Benjámin, Krebsz Mihály, Szilber (Bérczy) Antal, Sperlaggh Endre, ifj. Oszrovszky József, Zsótér János, Zseravitz János, Konrád Keresztély, Vankó János, Aigner József, Rónay Mihály, Ráth Jakab, Ebner Antal, Kohen Ábrahám, Reiter József, Adler János, Somogyi Antal, Auer Sámuel, Schmidt Ferdinánd és Szűcs Ádám. Pénztárnoknak az 1845. augusztus 6-án tartott választmányi ülésen Konrád Keresztélyt és könyvvivőnek Herz (Sivesy) Józsefet választották meg.

### Működése
Az intézet működését 1845. október 1-jén a mai Klauzál téri Kárász-házban kezdte meg, de első éveit az 1848–49-es forradalom és szabadságharc eseményei zavarták meg. Mindennél súlyosabban érintette azonban az intézetet, hogy 1849. július 31-én gróf Cziráky János császári biztos rendeletére összes pénzkészletét, amely 19 067 forint magyar (Kossuth)-bankjegyből állott, elkobozták és megsemmisítették. Ez az akkori részvénytőkéjének a háromnegyed részét képviselte.
Az intézet a várostól szerzett telken 1864-ben házat építtetett, s még 1863. április 6-án tisztviselői részére nyugdíjintézetet alapított.
1859 nyarán került árverésre. A telket a Szeged-Csongrádi Takarékpénztár vásárolta meg. 1861 őszén két pályázatot hirdettek, egyet egyemeletes és egyet kétemeletes épületre. 1862 februárjában 18 pályamű közül Vassél Alajos pesti építész kétemeletes terve első, Kibling Ede szegedi építész egyemeletes terve második díjat kapott. A várakozásnak azonban egyik sem felelt meg, így 1863 októberében „Hoffer Károly építő mester egy célszerű házterv készítésével bizatott meg" – írta a Szegedi Hiradó. Sem a pályaművek, sem a terv nem maradt ránk. Tervezőjének Bátyai Jenő Margittay Gábort tartotta; azonban a lexikon adatát is figyelembe véve, ő csak a pályázók egyike volt. 1864 elején a munkálatok elvégzésére vállalkozókat kerestek. Márciusban kezdték meg az építkezést, nyárra már a „bérház, lak- és bolthelyiségei" a jövendő bérlők számára megtekinthetők, és belső beosztásuk az ő igényeik szerint alakíthatók.

## Székházépítés

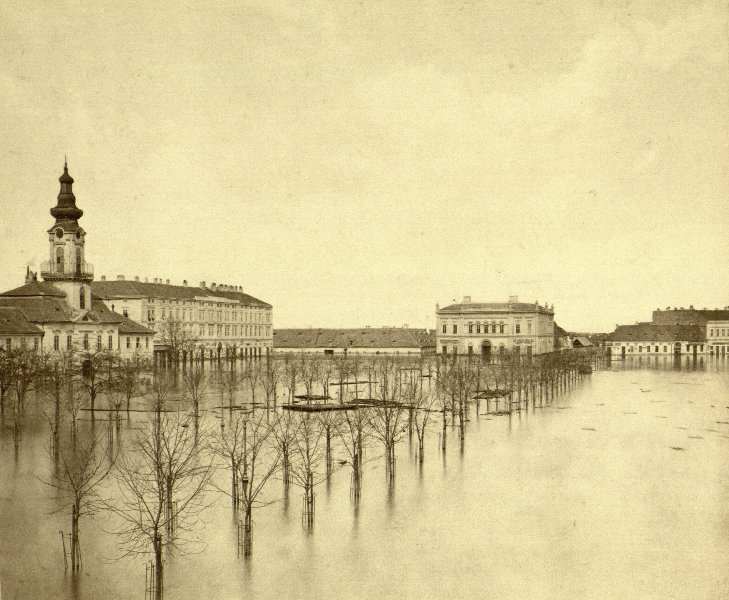
Hoffer Károly által tervezett és kivitelezett Szeged-Csongrádi Takarékpénztár épülete 1879-ben

Az 1873. évben új alapszabályok készültek, melyek már felsőbbi jóváhagyást is nyertek. Ekkor alakult át az intézet eddigi könyvvitele kettős könyvviteli rendszerre.
Az igazgatóság novemberben elhatározta, hogy az emeleti helyiségeket bérbe adja a kaszinónak évi 1000 forintért. Termeit 1865 tavaszán ifj. Pollák igen szép csinnal izléssel festette, a bútorokat Seifmann Mór szállította. Május 14-én ünnepélyesen nyitották meg. A vendéglőt és kerthelyiséget Weytraher vendéglős bérelte ki. 1875-ben már Baveschitz Lőrinc Szőlőfürthöz cimzett vendéglője.
A Takarékpénztár fejlődésének azonban az 1879. március 12-én bekövetkezett gyászos emlékű árvíz egyelőre épp oly váratlan, mint szomorú véget vetett. Minthogy rendes üzlethelyiségei víz alatt álltak, irodáját április 7-én ideiglenesen az emeleti részen helyezte el. Közbenjárt a kormánynál, hogy segély alapot biztosítson az összes helybéli pénzintézetnek betéteik és egyéb kötelezettségeik visszafizetésére. Részt vett az 1880-ban kezdődő nagyarányú újjáépítés elősegítésében, oly módon, hogy az építő közösségeknek az építési államkölcsön felvétele előtt, leszállított kamatok mellett jelzálogkölcsönt bocsátott rendelkezésre.
»A növekedő forgalom folytán az intézet helyiségei is nemsokára elégteleneknek bizonyultak e hiányon segitendő, de másrészt azon indokból is, hogy a város rekonstrukciója alatt a feltöltés által elsüllyedt intézeti törzsház a szépészeti tekinteteknek megfelelő alakot nyerjen, az 1891 évi közgyűlés ennek felemelését és délnyugati részének kiépítését határozta el.
Az építés ezen év elején megkezdetvén, ugyanannak folyamán fejeztetett be; ez alkalommal az intézethelyiségei az épület emeletére helyeztettek át és a modern igényeknek megfelelően rendeztettek be, ugyanakkor a közönség kényelmére egy második pénztár állíttatott be. Szeged, 1896. évi február havában« 1692-ben épült, s a vízig állott a prófunt vagy prófont ház, azaz a katonai élelmezési raktár a Jerney-ház (Széchenyi tér 8.) és a gőzfürdő helyén. Erről kapta a nevét az oldalán húzódó utca, majd ezt magyarították meg szépen a 19. század közepén. 1864-ben, nyilván teljesen véletlenül, itt, a telek délkeleti sarkán emelték Klauzál Gábor kezdeményezésére, az 1845-ben alakult Szeged-Csongrádi takarékpénztár épületét, s ezért kapta a víz utáni utca a mai nevét. A Takarékpénztár új épülete (ma az Országos Takarékpénztár Nyrt. székháza) a régi helyén, 1904-ben épült. „A szép régi Élésházi utca elnevezést eltörölték a mesterségesen csinált takaréktár szó kedvéért!" (Cs. Sebestyén Károly)

## Az új székház

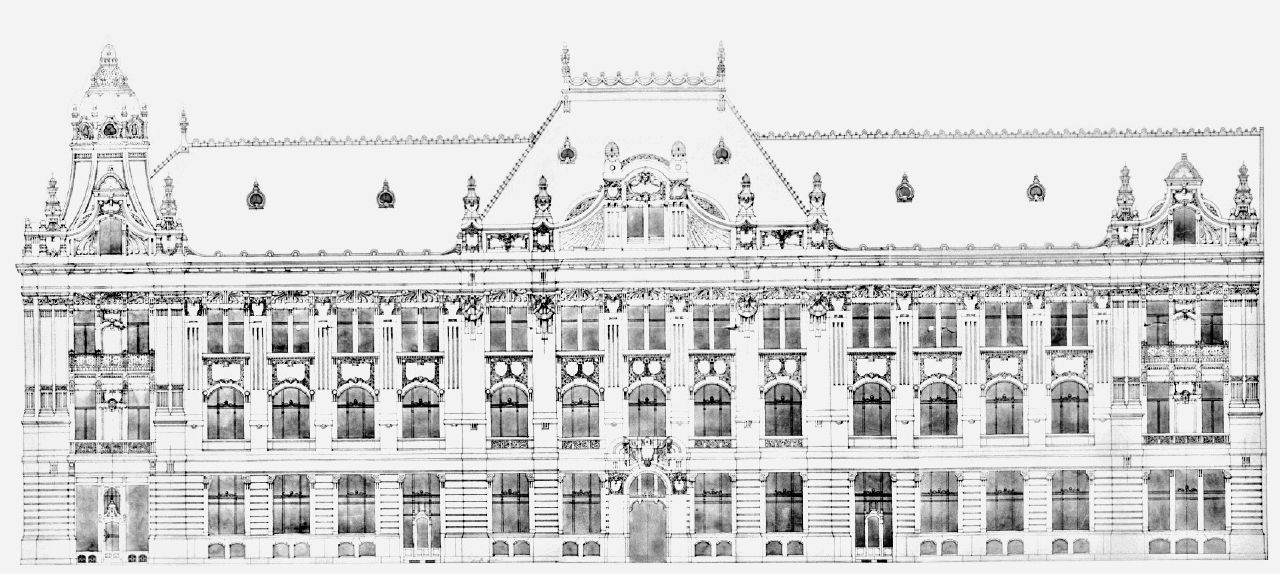
Baumhorn Lipót eredeti homlokzati terve. Szép, kirakatos üzletportálok, kosáríves kapuk és szegmentíves ablakok bontják a homlokzati felületeket kő- és kovácsoltvas rácsú erkélyekkel. Jellegzetesek a változatos címerpajzsok Szeged és a vármegye címerével, valamint a takarékosságot kifejező méhecskékkel. Ezeknek és a többi helyen található függőfolyosóknak a korlátjai, valamint az üvegtetők konzoljai a kapurácsokkal együtt Kónya György míves kovácsoltvas munkái. Az épületet gazdag színes ablakok ékesítik

1903. február 11-én a Szeged – Csongrádi Takarékpénztár azzal a kérelemmel fordult Szeged Szabad Királyi Város Tanácsához, hogy a Szeged, Széchenyi tér 7. szám alatti, 1864-ben épült épületüket lebonthassák és helyére egy kétemeletes, minden modern igényeknek és az építkezési szabályoknak teljesen megfelelő bérpalotát építhessenek a becsatolt tervek alapján.

## Tervezése

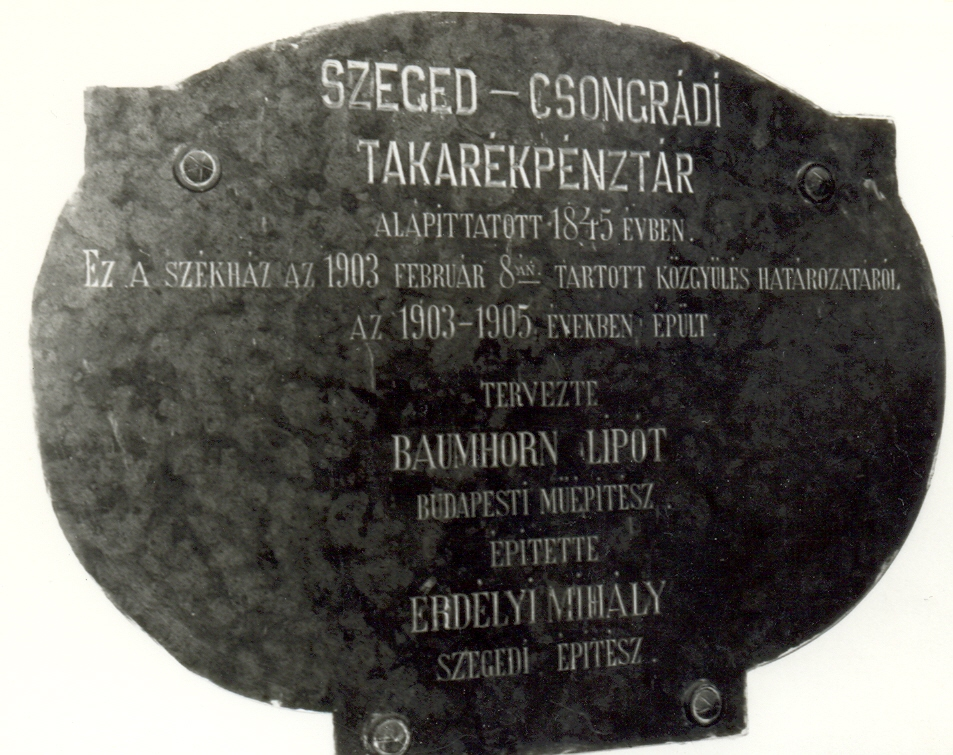
Emléktábla a tervezőről és a kivitelezőről

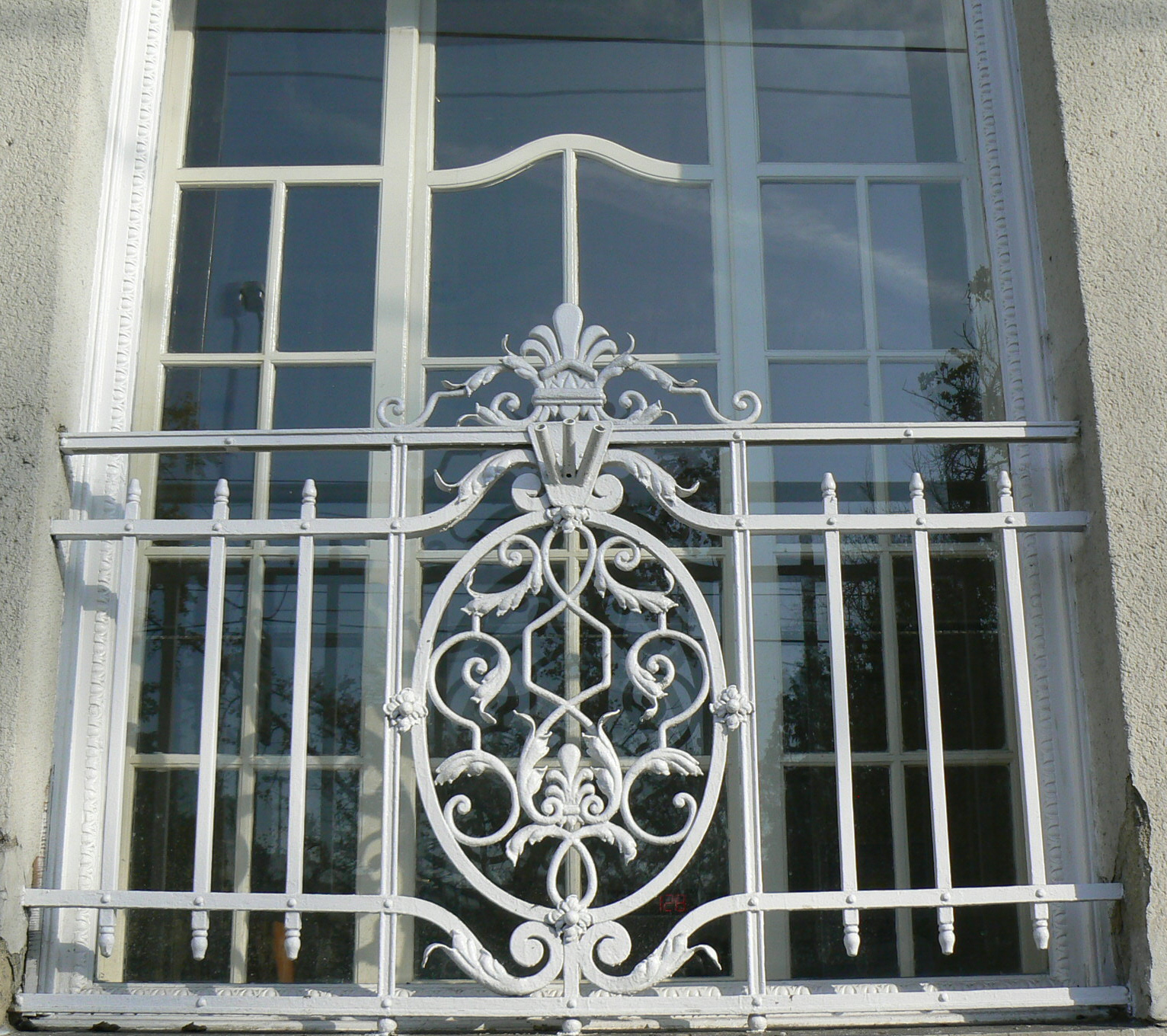
Ablakrács Kónya György munkája

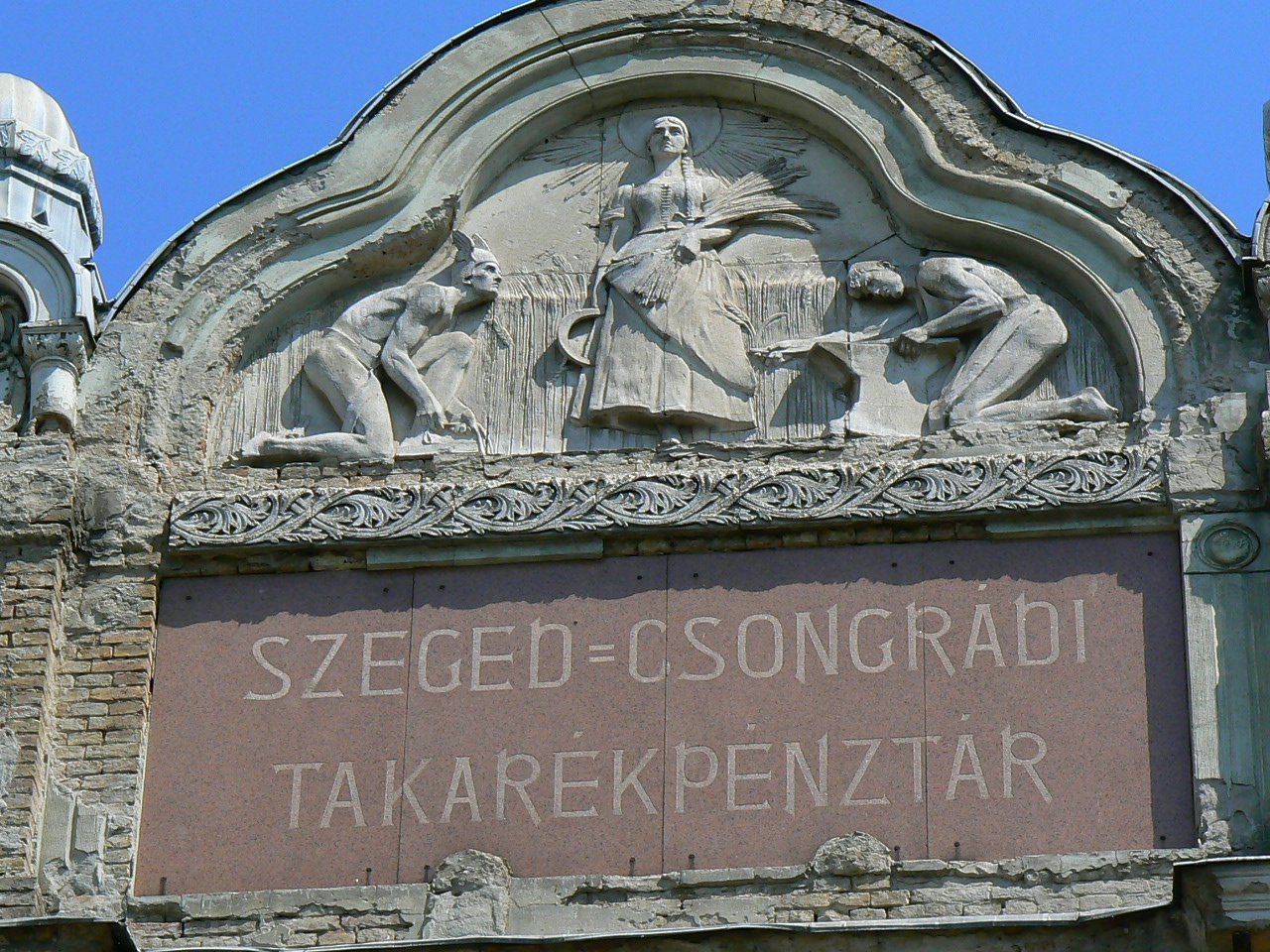
Az egykori Szeged-Csongrádi Takarékpénztár székházának dísze

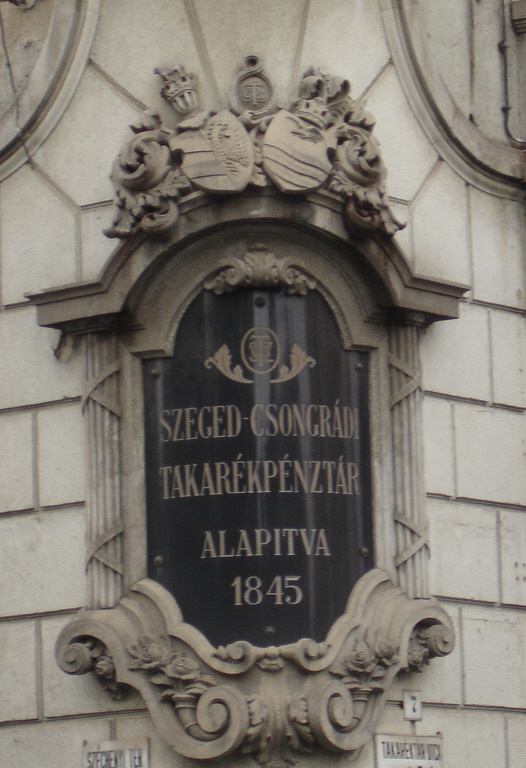
A cégér 1990-ig a vakolat mögött rejtőzött

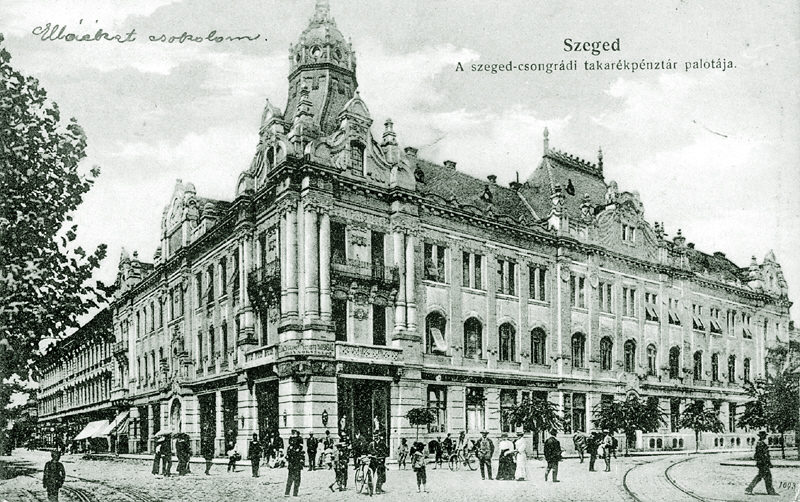
A Szeged-Csongrádi Takarékpénztár épülete korabeli képeslapon, 1910

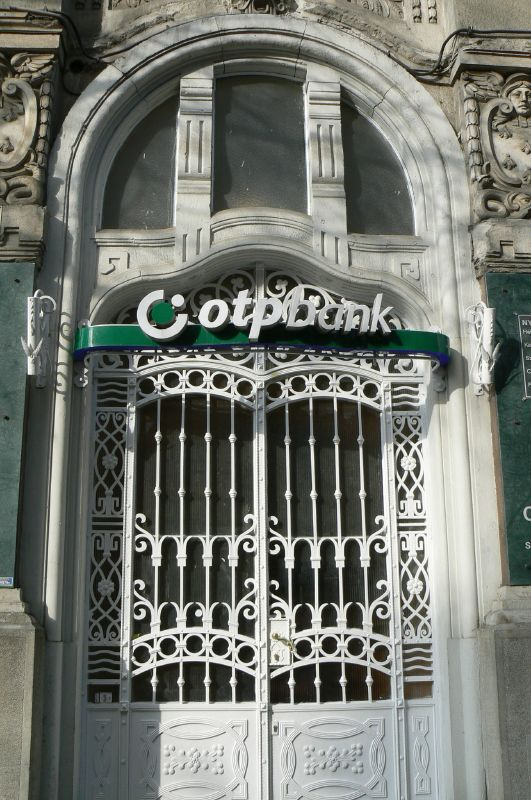
Kovácsolt vaskapu (Kónya György munkája)

Az épület tervezője Baumhorn Lipót 1903 júliusában kapott építési engedély és ezt követően megkezdődtek a kivitelezési munkák.
Az épület eredeti funkcióját tekintve is pénzintézményként épült meg, a homlokzaton és helyenként a belső térben is láthatók az erre utaló díszítések. Eklektikus stílusban, klasszicista és – kisebb mértékben – romantikus stílusjegyekkel, igényes lépcsőházakkal és homlokzatképzése, időtálló homlokzati téglaburkolattal és nemes vakolattal, műkő lábazattal készült teljes alapterületén alápincézett, földszint és két emeletes kivitelben.

## Új funkciók
1905–1914 között az épület első működési időszakában – a fellelhető levéltári anyagok szerint a Széchenyi téri Déli szárny földszintjén homlokzati traktusonként eltérő, önálló funkciójú üzlethelyiségek voltak. A sarki üzlethelyiség tervezett funkciója gyógyszertár volt. A Takaréktár utcai fronton, a mai bejárattól délre önálló bejárattal a Magyar- Francia Biztosító Részvénytársaság üzlethelyiségei voltak. A mai bejárattól északra lévő részben, szintén önálló bejárattal az Első Magyar Általános Részvénytársaság üzlethelyiségei voltak.
1914-ben készültek a reprezentatív megjelenésű épület első funkcionális módosítására tervek, melyek szerint a Magyar-Francia Biztosító Társaság helyét is igénybeveszi a Szeged-Csongrádi Takarékpénztár. A középső főfalat az első emelet mintájára pilléresítik. Az előcsarnok lépcsőrendszerét és az önállá külső bejáratot ekkor szüntetik meg.
1920-ban további bővítési tervek készülnek a földszint déli szárnyra. A saroktól a Széchenyi téri kapu áthajtóig terjedő üzletek önálló funkciója megszűnik, alapterületileg a pénzintézeti zónába olvadnak. A földszinti homlokzatokon megjelenő szembetűnő változások ehhez az időszakhoz kötődnek. (ablakok, portálok, nyíláskeretek)
Az 1920-as években Back Bernát volt és a Szeged-Csongrádi Takarékpénztár elnöke, politikai pályán is befutott ember, felsőházi tag. Ebben az időben – 1929-ben nyilatkozta,- hogy a szegedi fizetőképtelenség fő oka az országos krízis, de de az igazi ok a hitelmegvonásokban rejlik. Éppen ezért igyekezett mindenkinek hitelt adni, hogy Szeged-Csongrádi Takarékpénztár megőrizze a szegedi kereskedelmet és ennek érdekében Back Bernát mindent elkövetett. Ez a nagy tehetségű iparmágnás egész életén át él együtt a várossal. Számos adománya, jótéteménye jelzi ezt. Az első szegedi napközi otthont adományaival Ő tette lehetővé.
Európai műveltségű ember volt, hatalmas festészeti gyűjteményében óriási értékeket gyűjtött. Holland festők, modern francia piktúra és új magyar festészet egy-egy remeke tulajdonában állt. Szegedi festőktől Korányit , Joachimot és Nyilasyt gyűjtött. Adományaiból nyitottak népkonyhát. Házában külön múzeumot nyitott. Adományt létesített a szegedi hadiárvákért és rokkantak javára.

## Országos Takarékpénztár
A Magyar Nemzeti Bank Takarékosztályából 1949. március 1-jén alakult meg az Országos Takarékpénztár. A Takarékpénztár megalakulása után kezdetben betétgyűjtéssel, (országos állomány 270 millió forint volt) államkölcsön kibocsátásával, totó szelvények forgalomba hozatalával foglalkozott. A megalakulás utáni első időben át kellett venni a felszámolt bankok állományait, egységesíteni kellett a közös szervezetbe került pénzintézetek korábban eltérő üzleti tevékenységét és kondícióit.

## Üzletágak
A hagyományos üzletágak mellett 1957-ben újabb feladatokat kapott, így az öröklakás építés és értékesítést, személyi, kisipari kölcsön folyósítást, 1959-ben szövetkezeti lakások és állami tulajdonban lévő kisházak értékesítését. 1961-ben indult a sajátberuházású társasházak építése és értékesítése, a gépkocsik nyereménybetét konstrukció.

## Az OTP sajátberuházású társasház építése
Az OTP az elmúlt évtizedek során egyre nagyobb szerepet játszott az ország lakásépítési terveinek végrehajtásában. Különösen nagy jelentőségű fordulópont e téren az 1968-as év, amikor a célcsoportos lakásépítés finanszírozása is az OTP hatáskörébe került. Ez különösen az V. ötéves terv második felére tehető. 1979-ben évben megszűnt a blokk gyártás, így már csak elvétve található egy-két hagyományos, technológiával gyártott OTP finanszírozásában épült lakás. Csongrád megyében ezen idő alatt összesen 25.212 db lakás épült az OTP közreműködésével.

## Az OTP közreműködésével 1976-1981 között épült lakások
| Város            | 1976 | 1977 | 1978 | 1979 | 1980 | 1981 | Összesen |
| ---------------- | ---- | ---- | ---- | ---- | ---- | ---- | -------- |
| Szeged           | 2615 | 2770 | 2463 | 2097 | 2528 | 1714 | 14.187   |
| Hódmezővásárhely | 567  | 538  | 485  | 779  | 628  | 375  | 3.372    |
| Szentes          | 259  | 282  | 354  | 448  | 0    | 461  | 1804     |
| Makó             | 592  | 558  | 479  | 338  | 0    | 298  | 2.265    |
| Csongrád         | 161  | 203  | 305  | 127  | 0    | 340  | 1.136    |
| Kistelek         | 167  | 92   | 77   | 109  | 0    | 231  | 676      |
| Kiskundorozsma   | 124  | 117  | 74   | 67   | 0    | 137  | 519      |
| Mindszent        | 167  | 47   | 94   | 84   | 0    | 140  | 532      |
| Mórahalom        | 74   | 139  | 109  | 132  | 0    | 78   | 532      |
| Csanádpalota     | 20   | 24   | 65   | 54   | 0    | 26   | 189      |